# Eden (manga)
Eden – It’s an Endless World! – manga autorstwa Hirokiego Endō, publikowana na łamach magazynu „Afternoon” w latach 1998–2008. Akcja Edenu osadzona jest w niedalekiej przyszłości (przełom XXI i XXII wieku), w świecie spustoszonym przez tajemniczy wirus (Closure Virus). Epidemia, która zmniejszyła populację Ziemi o co najmniej 15%, zmieniła polityczną i ekonomiczną mapę świata. Historia opowiadana przez Hirokiego Endo rozciąga się na wiele lat i obraca się wokół postaci dorastającego chłopca Eliaha Ballarda. W tle rozgrywa się walka o światową dominację, podkreślona ciągłą groźbą następnego ataku śmiertelnego wirusa. Większość wydarzeń rozgrywa się w Ameryce Południowej.
W Polsce w latach 2002–2009 ukazało się wszystkie 18 tomów nakładem wydawnictwa Egmont. Wydana ponownie w Polsce w latach 2021–2023 w edycji specjalnej, składającej się z 9 podwójnych tomów, przez wydawnictwo Kotori.

## Bohaterowie
Eliah Ballard
Jeden z głównych bohaterów serii. Syn Ennoii Ballarda i Hanny Mayall. Podczas ucieczki przed siłami Propatrii spotyka grupę dowodzoną przez pułkownika Khana i jest zmuszony się do niej przyłączyć. Okazuje się dobrym strzelcem, lecz poza tym jest przede wszystkim zagubionym piętnastolatkiem, starającym się znaleźć sposób na przeżycie w nieprzyjaznym świecie. W późniejszych tomach serii czytelnik jest świadkiem dojrzewania Eliaha i ostatecznego kształtowania się jego charakteru. 
Jego relacje z ojcem są słabo zarysowane. Eliah pozostaje pod opieką organizacji Ennoii Ballarda, ale ich bezpośrednie kontakty wydają się bardzo rzadkie. Silniejsza więź zdaje się go łączyć z matką i młodszą siostrą. Ich porwanie przez Propatrię było jedną z głównych przyczyn, dla których aktywnie włączył się w konflikty między różnymi frakcjami. Działania Eliaha, w zamierzeniu mające pomóc osobom dla niego ważnym, często prowadziły do eskalacji i tragicznego zakończenia. Stopniowo pozbawiało go to złudzeń i dziecięcej naiwności.
W tomie 6. przedstawiony jest romans Eliaha i Heleny, prostytutki poznanej w czasie przeprawy przez Andy. Ten związek miał duże znaczenie dla chłopca, nie okazał się jednak trwały. W tomie 10. (którego akcja jest przesunięta o około 4 lata) Helena ginie wraz ze swoim nowym narzeczonym, a Eliah dąży do zemsty nad jej zabójcami. Dziewiętnastoletni Eliah, pewny siebie i charyzmatyczny młodzieniec, jest dużo bardziej podobny do ojca niż mogło się to wydawać wcześniej. Jego zachowanie to mieszanka brawury, bezwzględności, sprytu oraz dużego uroku osobistego. 
Znajomość Eliaha z młodą policjantką pomagającą mu w zemście i wspomniany wyjazd na zagraniczne studia zapowiadają dalszy rozwój postaci.
Ennoia (Enoah) Ballard
Ojciec Eliaha. Wychowywał się razem z Hanną na jednej z Wysp Dziewiczych, na której znajdowało się laboratorium badające wirusa w początkowych latach epidemii. Wyspę, którą nazwali swoim Edenem, opuścili po nieudanej próbie przejęcia ich przez Propatrię i śmierci ich opiekuna (Maurice Rain). Ennoia wkrótce stworzył jeden z najpotężniejszych karteli narkotykowych (kontroluje 40% rynku). Człowiek bezwzględny i zdecydowany, wydaje się jednak kierować kodeksem moralnym. Jest uważany za urodzonego przywódcę i cieszy się lojalnością swoich podwładnych. Ennoia jest zdecydowanym przeciwnikiem Propatrii. Ma powiązania z Nomadami i przemytnikami w wielu krajach. Jego motywy nie są do końca jasne.
Przez krótki okres Ennoia współpracował z Propatrią przy tajnym projekcie (prawdopodobnie efektem tego projektu jest Maya). Choć nie jest to wyraźnie powiedziane, "zdrada" Ennoii była prawdopodobnie przyczyną, dla której Propatria uderzyła w jego rodzinę.
Hannah Mayall
Matka Eliaha, wychowywała się razem z Ennoią. Urodziła trójkę dzieci. Najstarsza Gina zginęła w ataku terrorystycznym. Razem z najmłodszą Maną została porwana przez Propatrię jako zakładniczka. W czasie próby uwolnienia została ciężko ranna, co spowodowało częściowy paraliż i zaburzenia pamięci.
Pułkownik Nazarbajew Khan
Doświadczony żołnierz, dowódca grupy Nomadów, w skład której wchodzą Kenji i Sophia. Jest zawsze opanowany i zdecydowany. Poza tym, że jest bardzo dobrym dowódcą polowym, doskonale radzi sobie w walce wręcz. Mimo rozkazów, nie zamierza przechodzić w stan spoczynku. Wiele lat temu zabił brata Kenjiego. Obecnie łączy go z Japończykiem skomplikowana relacja: jest dla Kenjiego „ostatecznym autorytetem”, a jednocześnie widzi w nim szansę na odkupienie jakichś starych grzechów. 
Sophia Theodores
Z pochodzenia Greczynka. Doskonały hacker i pełny cyborg. Z wyglądu kilkunastoletnia dziewczynka, w rzeczywistości ma około 40 lat. Przed zamianą w cyborga urodziła ośmioro dzieci. W pewnym stopniu odgrywa w stosunku do innych postaci rolę matki lub starszej siostry, co jest najwyraźniej widoczne w jej relacjach z Kenjim.
Sophia jest niezwykle inteligentna. Problemy rodzinne, jakich doświadczyła jako dziecko, doprowadziły do całkowitej oziębłości emocjonalnej i nieprzystosowania społecznego, objawiającego się między innymi samookaleczeniami i rozwiązłością seksualną. Nie czuła żadnej więzi z rodzonymi dziećmi, które natychmiast oddawała do sierocińca. Zwerbowana przez Propatrię dostała szansę na wykorzystanie swoich możliwości i szybko wyróżniła się jako hacker. Po śmierci matki wykorzystała spadek na zamianę w cyborga. Utrata starego ciała w jakiś sposób wpłynęła też na jej osobowość, pozwalając na nowo odkryć świat. Zaopiekowała się też swoim najmłodszym dzieckiem (Kyle), po raz pierwszy odkrywając w sobie instynkt macierzyński. Z niewyjaśnionych przyczyn opuściła Propatrię i związała się z Nomadami. Jej najstarszy syn (Andrea), którego usiłowała zabić w dzieciństwie, również pracuje dla Nomad.
Kyle został zabity podczas ucieczki przed siłami Propatrii, przed spotkaniem oddziału Khana z Eliahem. Przy jego ciele Eliah znalazł dyski zawierające Mayę. Sophia później pomogła aktywować Mayę.
Kenji Asai
Z pochodzenia Japończyk, młodszy brat pomniejszego szefa yakuzy, obecnie członek organizacji Nomad. Kenji jest niesamowicie sprawny w walce wręcz, szczególnie dobrze posługuje się nożem. Jest w stanie poradzić sobie nawet z Ionami. Wydaje się całkowicie beznamiętny, ożywia się tylko w czasie walki, jednak od czasu do czasu daje dowód na to, że nie jest zupełnie pozbawiony uczuć. Sophia powiedziała kiedyś, że Kenji nie byłby w stanie zabić nikogo, gdyby nie autorytet człowieka, za którym podąża. Niegdyś był to jego brat, obecnie pułkownik Khan.
Maya
Maya (dosłownie: fantom) jest potężną istotą, określaną jako artificial life (sztuczne życie). Jego program jest praktycznie niezniszczalny, zabić go mogłoby jednoczesne wyłączenie wszystkich komputerów na świecie. Ponieważ jeszcze "nie jest dorosły", zbiera doświadczenia w ludzkim ciele, nie jest mu jednak ono niezbędne do istnienia. 
Został stworzony w wyniku połączonego projektu Propatrii i Ennoii Ballarda. Na razie wspiera działania Propatrii, wiele wskazuje jednak na to, że ma własne plany. Jak powiedział Sophii, jego celem jest "ocalić świat". 
Cherubim
Skomplikowany robot wyposażony w wojskowy typ sztucznej inteligencji, stworzony przez naukowców z MIT i Izraela. Nosi imię anioła strzegącego bram Raju. Przewidziany początkowo jako ochrona laboratorium na Edenie, został wykorzystany do jego zniszczenia przez szalonego oficera. W późniejszym okresie Cherubim pełni rolę obrońcy Eliaha, który wykorzystuje go w walce z Propatrią. Udział robota w walce oznacza najczęściej duże straty, także wśród osób postronnych.

## Dodatkowe informacje
Propatria
Ponadnarodowa organizacja, powstała w czasie pierwszej epidemii. Początkowo znajdowała się pod nadzorem ONZ, a następnie w wyniku przewrotu przejęła władzę. Obecnie Federacja Propatrii (Gnozja) obejmuje USA, Japonię, większość Europy i Południowej Ameryki. Poza kontrolą Propatrii znajdują się między innymi kraje arabskie i Peru (Agnozja). 
Nazwa organizacji wywodzi się z łacińskiego określenia Boga Ojca w Trójcy Świętej. Jej symbolem jest krzyż z owiniętym wokół niego wężem.
Nomad
Międzynarodowa organizacja wojskowa, bez wyraźnie określonych ambicji politycznych. Zajmuje się handlem techniką wojskową, ale prawdopodobnie jest to tylko część ich działalności. Członkowie organizacji w dużej części rekrutują się spośród mniejszości narodowych i ludów koczowniczych. Nomad wyraźnie ma własne cele, nie mieszczące się w założeniach Propatrii. Kilkakrotnie współpracowali z organizacją Ennoii Ballarda.
Iony
Iony są sztucznie wyhodowanymi przez Propatrię superżołnierzami, praktycznie niepokonanymi i niemal nieśmiertelnymi. Posiadają segmentowe, rozciągliwe ramiona zakończone wielkimi pazurami. Mogą zostać zabite, ale nie umierają naturalnie. Wydają się mieć niewielką inteligencję, zabijają każdą żywą istotę nie posiadającą specjalnego chipu identyfikującego. Ich istnienie jest utrzymywane w tejemnicy przed opinią publiczną. Jednym z powodów jest fakt, że zostały stworzone przy pomocy mutacji wirusa TH 34. Część agentów Propatrii wysokiego stopnia ma ciała przypominające Iony. Nazwa pochodzi od greckiego „aeon” – wieczność.
Wirus
Closure Virus – retrowirus RNA. Jego działania opisuje się jako „zamykanie” organizmu przed światem zewnętrznym. Powoduje hiperreakcję systemu immunologicznego, co prowadzi do twardnienia skóry przy jednoczesnym rozkładzie organów wewnętrznych. Ciała ofiar przypominają skamieniałe, puste w środku skorupy.
Nowa odmiana wirusa, określana jako Disclosure Virus, powoduje „rozpuszczanie” ciała zainfekowanej osoby i powstanie dziwnej, krystalicznej substancji, nazywanej „masą koloidalną”. Koloid wydaje się stapiać zarówno z materią ożywioną, jak i nieożywioną, tworząc ogromne struktury.

## Publikacja serii
| Nr | Język japoński       | Język japoński         | Język polski  | Język polski           |
| Nr | Data wydania         | ISBN                   | Data wydania  | ISBN                   |
| -- | -------------------- | ---------------------- | ------------- | ---------------------- |
| 1  | 21 kwietnia 1998     | ISBN 978-4-06-314176-4 | wrzesień 2002 | ISBN 978-83-237-9602-2 |
| 2  | 20 października 1998 | ISBN 978-4-06-314191-7 | grudzień 2002 | ISBN 978-83-237-9612-1 |
| 3  | 19 maja 1999         | ISBN 978-4-06-314208-2 | luty 2003     | ISBN 978-83-237-9615-2 |
| 4  | 21 lutego 2000       | ISBN 978-4-06-314233-4 | kwiecień 2003 | ISBN 978-83-237-9685-5 |
| 5  | 18 lipca 2000        | ISBN 978-4-06-314246-4 | czerwiec 2003 | ISBN 978-83-237-9709-8 |
| 6  | 19 września 2001     | ISBN 978-4-06-314274-7 | sierpień 2003 | ISBN 978-83-237-9762-3 |
| 7  | 21 maja 2002         | ISBN 978-4-06-314294-5 | lipiec 2004   | ISBN 978-83-237-9131-7 |
| 8  | 19 lutego 2003       | ISBN 978-4-06-314307-2 | listopad 2004 | ISBN 978-83-237-9146-1 |
| 9  | 17 lipca 2003        | ISBN 978-4-06-314325-6 | marzec 2005   | ISBN 978-83-237-9147-8 |
| 10 | 21 listopada 2003    | ISBN 978-4-06-314334-8 | maj 2005      | ISBN 978-83-237-9148-5 |
| 11 | 23 lipca 2004        | ISBN 978-4-06-314349-2 | wrzesień 2006 | ISBN 978-83-237-3149-8 |
| 12 | 23 lutego 2005       | ISBN 978-4-06-314370-6 | listopad 2006 | ISBN 978-83-237-2833-7 |
| 13 | 21 września 2005     | ISBN 978-4-06-314390-4 | styczeń 2007  | ISBN 978-83-237-2834-4 |
| 14 | 23 marca 2006        | ISBN 978-4-06-314407-9 | lipiec 2007   | ISBN 978-83-237-2926-6 |
| 15 | 23 października 2006 | ISBN 978-4-06-314431-4 | kwiecień 2008 | ISBN 978-83-237-2419-3 |
| 16 | 23 kwietnia 2007     | ISBN 978-4-06-314454-3 | czerwiec 2008 | ISBN 978-83-237-2420-9 |
| 17 | 21 grudnia 2007      | ISBN 978-4-06-314481-9 | czerwiec 2009 | ISBN 978-83-237-3642-4 |
| 18 | 23 lipca 2008        | ISBN 978-4-06-314515-1 | listopad 2009 | ISBN 978-83-237-3650-9 |